# Engaño mutuo

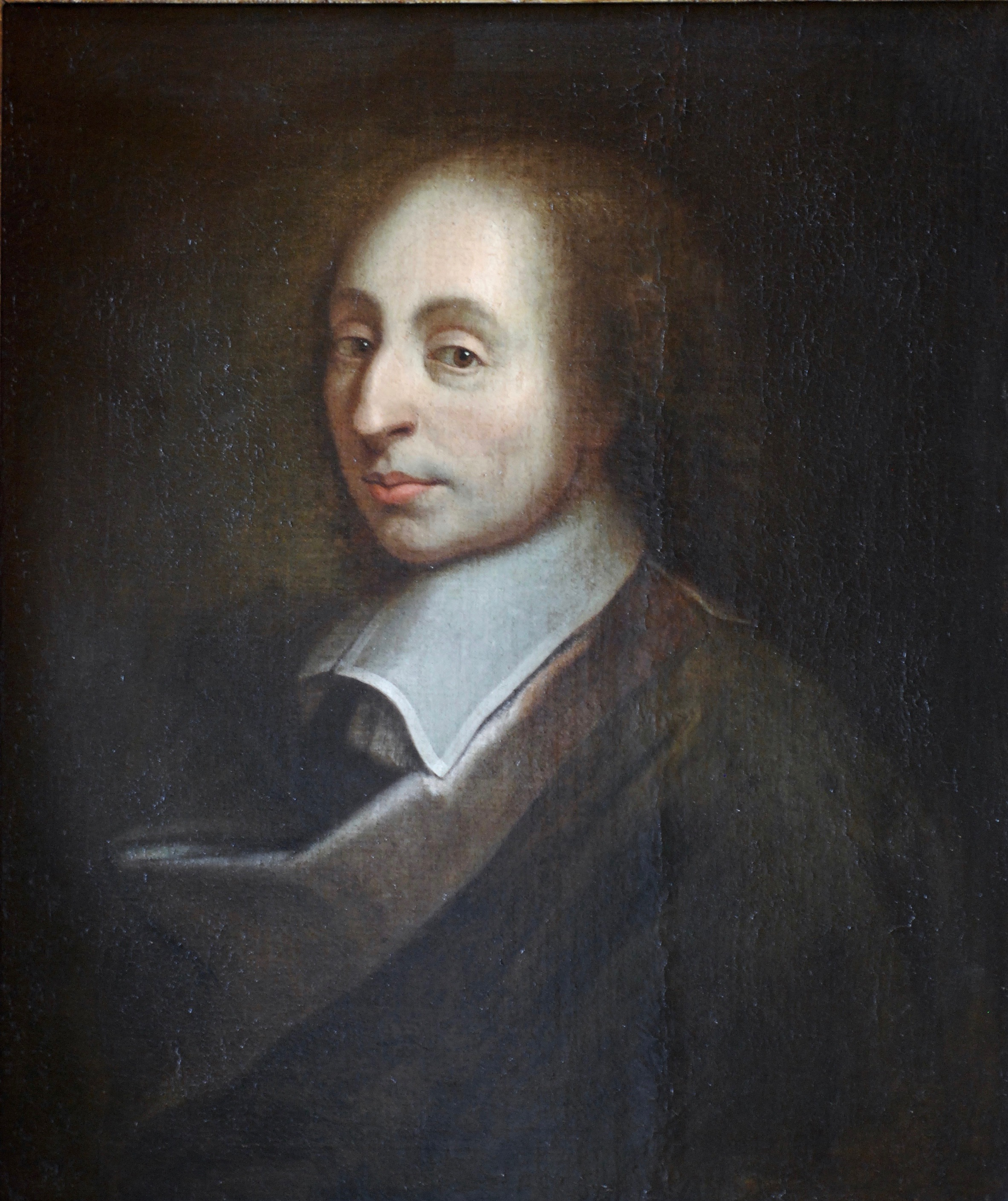
Gérard Edelinck

El engaño mutuo es una situación en la que mentir es aceptado y esperado  o que las partes aceptan mutuamente el engaño en cuestión.  Esto se puede demostrar en el caso de un juego de póker en el que las estrategias se basan en el engaño y el póker para ganar.

## Concepto
La idea del engaño mutuo ha sido utilizada durante los tiempos antiguos. Homero y Hesíodo, por ejemplo, lo citaron junto con el robo y el adulterio para describir los atributos de los dioses griegos que los hombres consideraron reprochadores.  Esto era evidente en la forma en que los dioses se maltrataban entre sí, una posición que también fue señalada por Platón como parte de sus críticas a los poetas en la República.
Blaise Pascal también usó el engaño mutuo para describir la sociedad humana, citando la capacidad del hombre para "disfrazarse, falsedad e hipocresía tanto en sí mismo como con respecto a los demás".
El engaño mutuo hoy se considera una de las excepciones más citadas para decir la verdad, particularmente cuando el receptor de la información reconoce que el mensaje que se está comunicando es falso.  mutualidad, sin embargo, es esencial y que si los participantes no conocen las reglas o no las aceptan, no se considera un engaño mutuo.

## Aplicaciones
El engaño mutuo se puede demostrar en una película cuando un actor asume un papel. Por ejemplo, si interpreta a Romeo en Romeo y Julieta, la audiencia que mira comprende lo que está sucediendo: que el actor no es lo que dice ser.  Aquí, la falsedad se da porque todos entienden la ficción.
En los negocios, el engaño mutuo se expresa como una forma de colusión que construye una doble realidad para quienes están dentro o participan en él.  Está alineado con la noción de que la veracidad no tiene un valor intrínseco en los negocios.  Se distingue de la noción de doble moralidad, que sostiene que los valores personales, particularmente por parte de los gerentes, deben dejarse de lado para enfocarse en generar ganancias para los accionistas.  En engaño mutuo, las falsedades son permisibles porque no constituyen mentiras.  La razón es que si la fuente de información sabe que quienes la reciben entienden que es falsa, entonces no se produce ningún engaño. El intercambio al contadoEl mercado también tiene algunas características de engaño mutuo. Los participantes entienden y aceptan que el vendedor no informa su verdadera disposición a aceptar, mientras que los compradores hacen lo mismo por su verdadera disposición a pagar. En algunos casos, incluso si el comprador no acepta que el vendedor mienta, lo está haciendo implícitamente al ingresar o participar en el mercado.
Karl Marx , en su crítica al capitalismo , citó el engaño mutuo como una rama de cada nuevo producto creado dentro de la sociedad burguesa. La idea es que cuando tal sistema económico crea una nueva necesidad, el hombre está dispuesto a ofrecer un nuevo sacrificio para satisfacer su propio ego.  Este tema ha sido explorado más a fondo en el discurso de Marx sobre el poder del dinero y su relación con las necesidades del hombre.